# 7 Pułk Szwoleżerów-Lansjerów

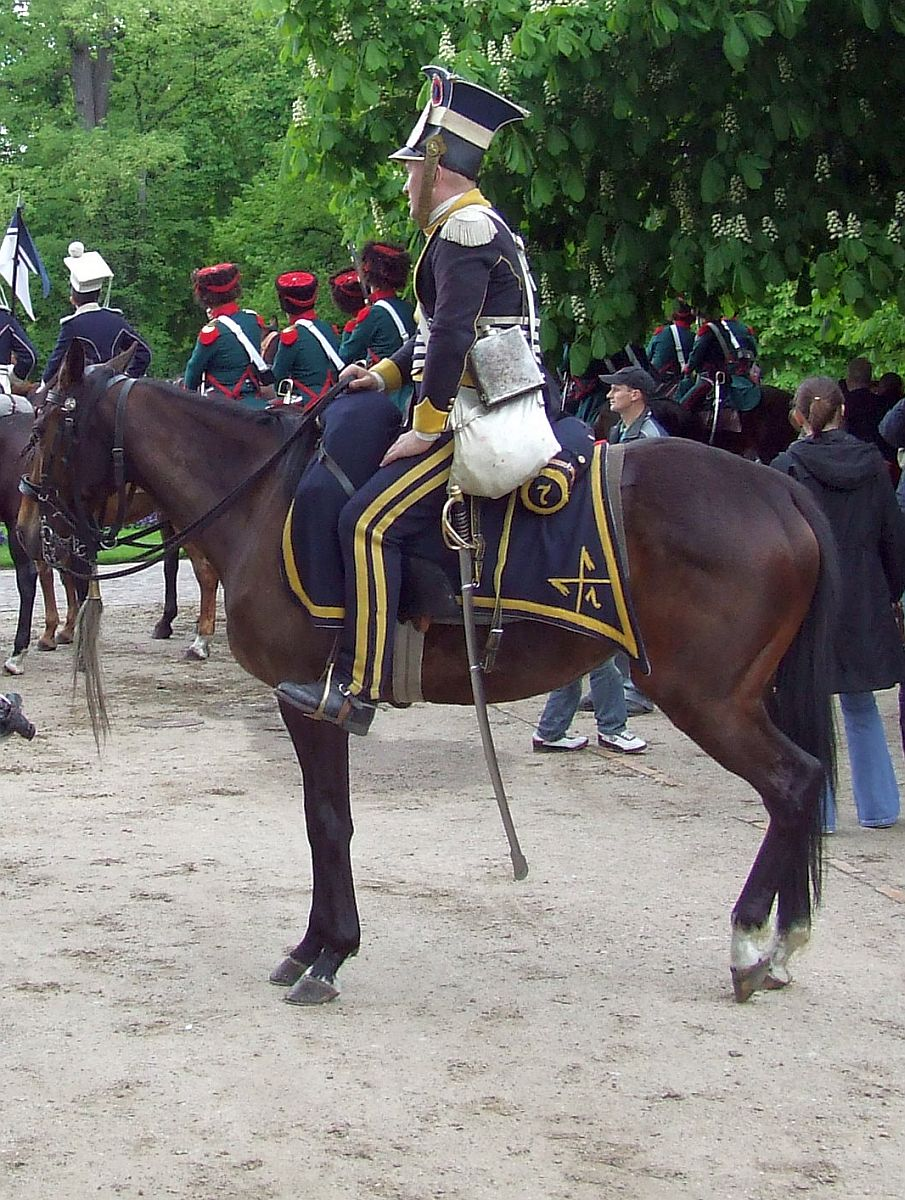
7 Pułk Szwoleżerów-Lansjerów, rekonstrukcja, parada z okazji święta 3 maja w Warszawie

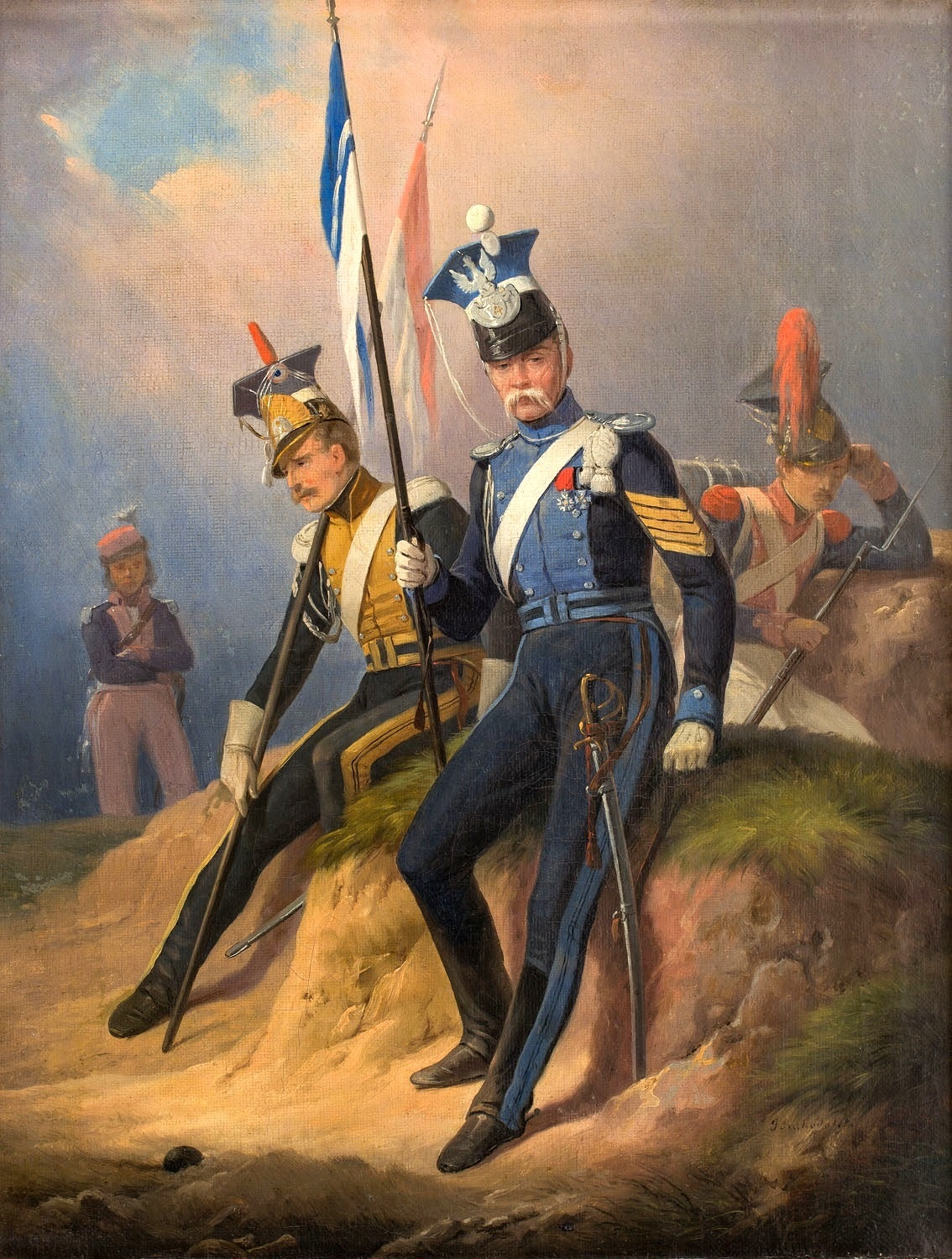
Lansjer nadwiślański i ułan Księstwa Warszawskiego

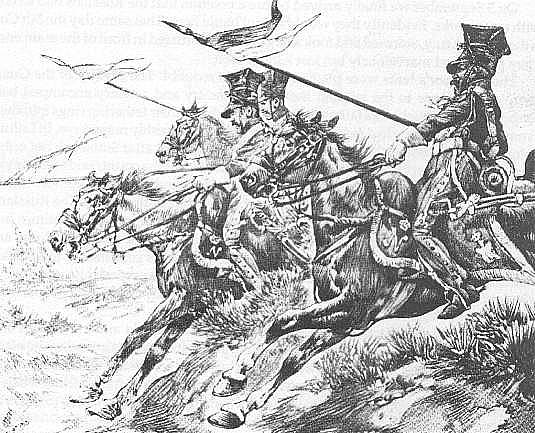
Lansjerzy podczas szarży

7 Pułk Szwoleżerów-Lansjerów (7 Pułk Lekkokonny) – polska jednostka kawaleryjska na żołdzie francuskim.

## Geneza
W armii napoleońskiej lance popularne stały się dzięki pułkowi jazdy legionowej, który od 1807 zwano Pułkiem Lansjerów Legii Polsko-Włoskiej, od 1808 Pułkiem Lansjerów Legii Nadwiślańskiej. 18 lipca 1811 został wyłączony z Legii Nadwiślańskiej  i stał się 7 Pułkiem Szwoleżerów-Lansjerów Wielkiej Armii Napoleona (jednocześnie sformowano 8 Pułk Szwoleżerów-Lansjerów Tomasza Łubieńskiego, również złożony z Polaków).

## Organizacja pułku
Pułk został zorganizowany według norm francuskich i składał się z 4 szwadronów bojowych po 2 kompanie w każdym, kompanii zapasowej oraz ze sztabu. Skład sztabu był następujący: 
1 pułkownik
1 major
2 szefów szwadronu
2 adiutantów majorów
1 kwatermistrz
1 starszy lekarz
1 lekarz
2 młodszych lekarzy
2 adiutantów podoficerów
1 sztabs-trębacz
1 weterynarz
4 rzemieślników
Razem dawało to w sztabie 19 ludzi i 24 konie.

## Skład każdej z kompanii
Skład kompanii był następujący: 
1 kapitan
1 porucznik
2 podporuczników
1 starszy wachmistrz
4 wachmistrzów
8 brygadierów
108 lansjerów
1 kowal
2 trębaczy
W kompanii było więc 128 ludzi i 129 koni. Łączny etat pułku miał liczyć zgodnie z tym 43 oficerów i 1000 podoficerów i żołnierzy. Te ramy etatowe zostały przyjęte zgodnie z dekretem Napoleona z 24 czerwca 1808.
Każda kompania dzieliła się na 4 plutony. Każdy szwadron posiadał po jednym plutonie flankierskim, używanym przeważnie do zwiadów, ubezpieczeń i tyralierskiej walki ogniowej z konia. Służba w plutonach flankierskich była szczególnie niebezpieczna a ich żołnierze bardziej niż inni byli narażeni na śmierć czy niewolę.

## Kompania wyborcza
Jako pułk jazdy liniowej posiadał pułk kompanię wyborczą. Taką kompanią wyborczą była pierwsza kompania pułku. Służyli w niej specjalnie dobrani ludzie, przeważnie mający największe doświadczenie, znakomici strzelcy i szermierze. Kompania ta miała stanowić jądro pułku, wokół której miały się zbierać w walce inne pododdziały. Często kompania wyborcza szła na czele szarżującego regimentu i swoją siłą oraz zwartością przełamywała szyki wroga.

## Sygnalizacja w pułku
Lansjerzy nadwiślańscy nie posiadali własnej orkiestry pułkowej, takiej jaką mieli np. szwoleżerowie Gwardii Cesarskiej. W pułku był jeden trębacz brygadier (sztabs-trębacz) i szesnastu trębaczy kompanijnych. Spełniali oni bardzo ważną rolę sygnalizacyjną w czasie walki, to ich sygnały wzywały do ataku, szarży, odwrotu czy zbiórki.

## Skład narodowościowy pułku
Skład pułku był prawie wyłącznie polski. Zgodnie z dekretem cesarskim mieli służyć w nim tylko Polacy (było co prawda kilku Francuzów, ale służyli oni przeważnie na stanowiskach oficerów-płatników i stacjonowali w zakładzie pułku w Sedanie), zresztą w czasie pobytu w Hiszpanii uzupełnienia dla pułku przychodziły wyłącznie z Księstwa Warszawskiego, a więc siłą rzeczy byli to wyłącznie Polacy.

## Umundurowanie
Trzy polskie pułki szwoleżerów-lansjerów (7, 8 i 9) były jedynymi niefrancuskimi jednostkami wyraźnie wymienionymi w regulaminie umundurowania kawalerii (dekret cesarski z 7 lutego 1812 r.). 
Podstawowe elementy munduru tych jednostek to: wysoka rogatywka z daszkiem, granatowa kurtka z kolorowymi wyłogami oraz obcisłe granatowe spodnie. We wszystkich pułkach noszono szerokie, ozdobne błękitne pasy z trzema białymi liniami. Różne były natomiast kolory wyłogów, kołnierzy i mankietów. W przypadku 7 pułku wszystkie te elementy były koloru żółtego.

## Działania zbrojne
Pułk lansjerów nadwiślańskich brał udział w walkach we Włoszech, w Niemczech, na Śląsku, w Hiszpanii i we Francji.
Lansjerzy wsławili się szczególnie w bitwach pod Hohenlinden w Bawarii i Albuerą w Hiszpanii. Podczas kampanii hiszpańskiej nazywani byli przez przeciwników „los infernos picadores” (piekielnymi lansjerami), którzy ponieśli tylko jedną porażkę (pod Yevenes w marcu 1809 - przy stosunku sił 10:1 na korzyść Hiszpanów).